# Кінтана-дель-Марко
Кінтана-дель-Марко (ісп. Quintana del Marco) — муніципалітет в Іспанії, у складі автономної спільноти Кастилія-і-Леон, у провінції Леон. Населення — 444 особи (2010).
Муніципалітет розташований на відстані близько 270 км на північний захід від Мадрида, 50 км на південний захід від Леона.
На території муніципалітету розташовані такі населені пункти: (дані про населення за 2010 рік)
- Хенестасіо-де-ла-Вега: 94 особи
- Кінтана-дель-Марко: 350 осіб

## Демографія
Динаміка населення (INE ):